# スターク案
スターク案（－あん）は、アメリカ海軍作戦部長ハロルド・スタークが提案したアメリカ海軍の建艦計画。スタークスプラン（Stark's plan）とも。
第二次世界大戦のヨーロッパでのナチス・ドイツの快進撃により、太平洋・大西洋の両方面に同時に対応可能な戦力を保持することを目的として提案。1940年7月に成立した両洋艦隊法によって予算成立。
この計画は、アイオワ級戦艦、エセックス級航空母艦など合計135万トンの艦艇建造が計画された。この数字は、大日本帝国海軍の当時の連合艦隊の総戦力147万トンに匹敵する数字であり、圧倒的な計画であった。

## スターク案で計画された艦
- アイオワ級戦艦2隻 ： イリノイ（起工後建造中止）、ケンタッキー（起工後建造中止）
- モンタナ級戦艦5隻 ： 航空母艦の建造を優先したためすべて未成
- エセックス級航空母艦7隻
- 重巡洋艦
- 軽巡洋艦
- 駆逐艦
- 潜水艦